# 1996 Адамс
1996 Адамс (1961 UA, 1932 RM, 1961 TB2, 1969 TW2, 1971 BY1, 1973 SJ3, 1996 Adams) — астероїд головного поясу, відкритий 16 жовтня 1961 року в рамках проекту IAP в обсерваторії ім. Гете Линка та названий на честь британського математика і астронома Джона Адамса, який разом з Урбеном Левер'є за збуреннями орбіти Урана розрахував розташування восьмої планети — Нептуна.
Тіссеранів параметр щодо Юпітера — 3,375.